# Малый Крестовский путепровод
Ма́лый Кресто́вский путепрово́д — сложившееся неправильное название Большого и Малого Старых Крестовских мостов в Москве, пересекающих строго перпендикулярно железнодорожные пути Октябрьской железной дороги и Алексеевской соединительной линии.

## История

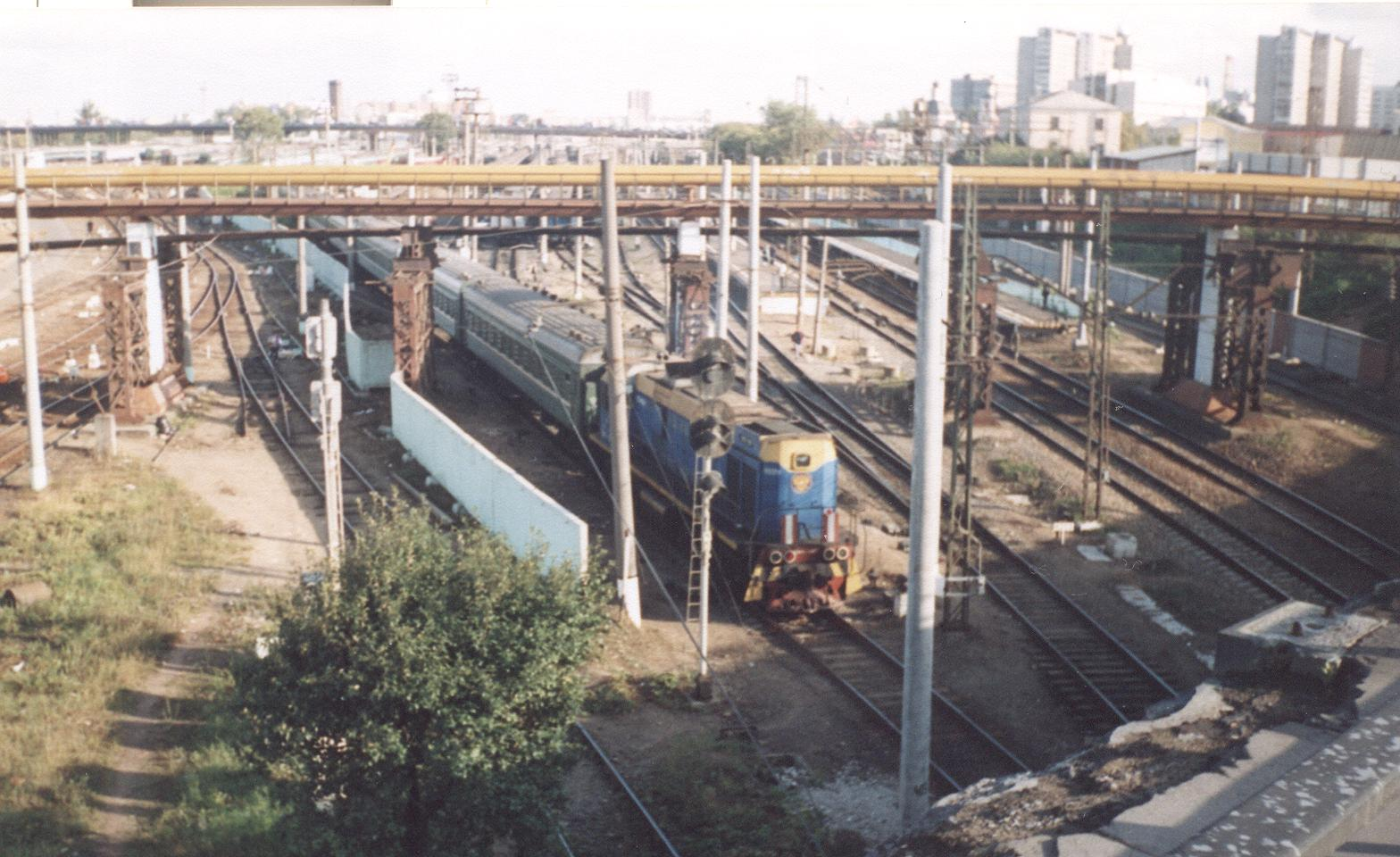
Вид с Крестовского (нового) путепровода

В середине XVIII века граница Москвы отодвинулась за Садовое кольцо на линию Камер-Коллежского вала. Это было таможенное сооружение с заставами, на которых досматривали ввозимые товары, проверяли документы въезжающих в город. На Ярославской дороге такой заставой была Крестовская, названная по установленному возле неё кресту и часовне. Название сохранилось. И позже, когда дорогу на Ярославль пересекла Николаевская (ныне Октябрьская) железная дорога (в середине XIX века), построенный над ней мост получил название Крестовский мост.
В конце 1930-х годов, во время строительства Всесоюзной Сельскохозяйственной Выставки (ВСХВ), был построен Крестовский мост на нынешнем месте.

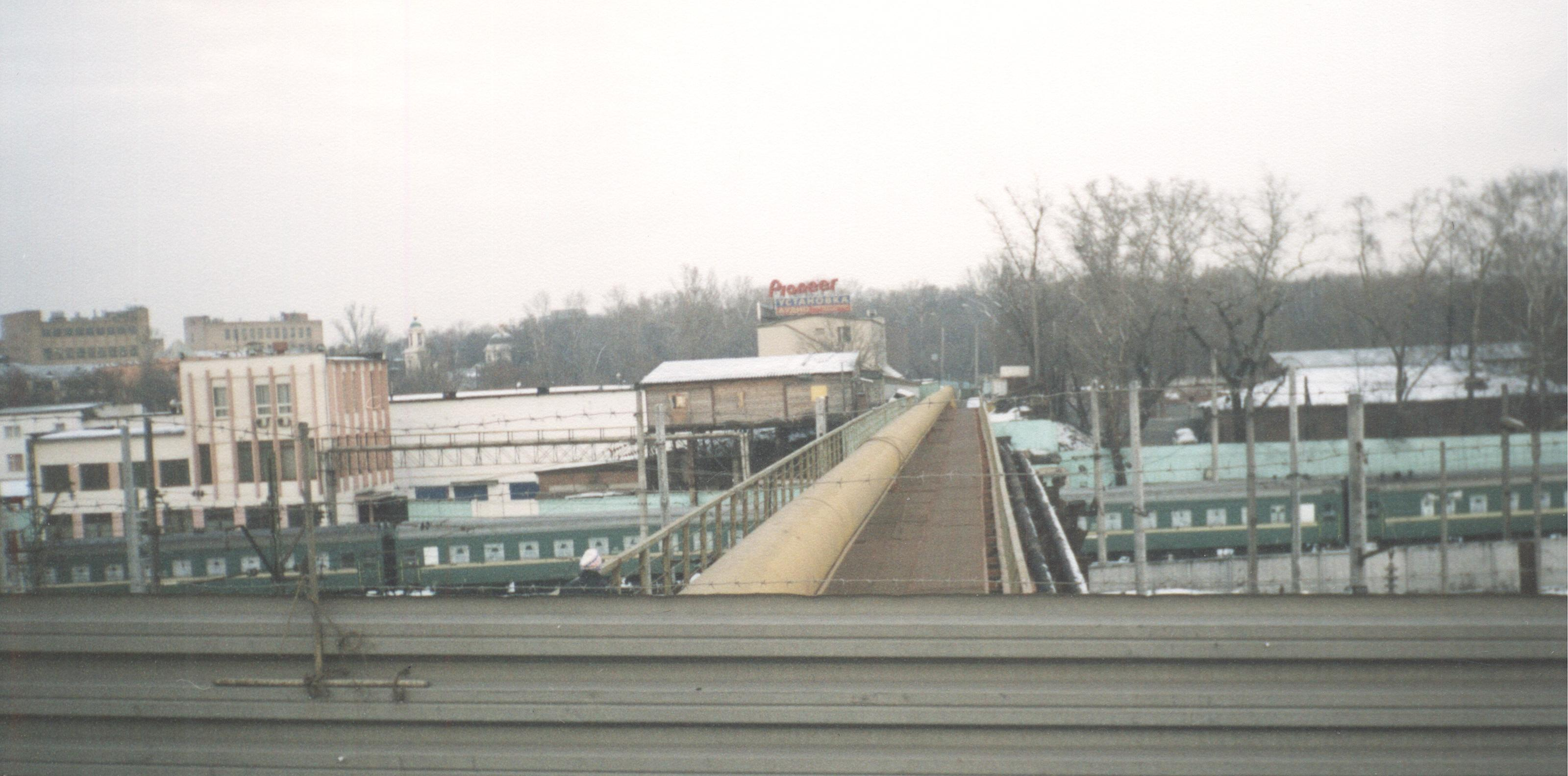
Современное состояние (видна труба теплотрассы)

## Расположение

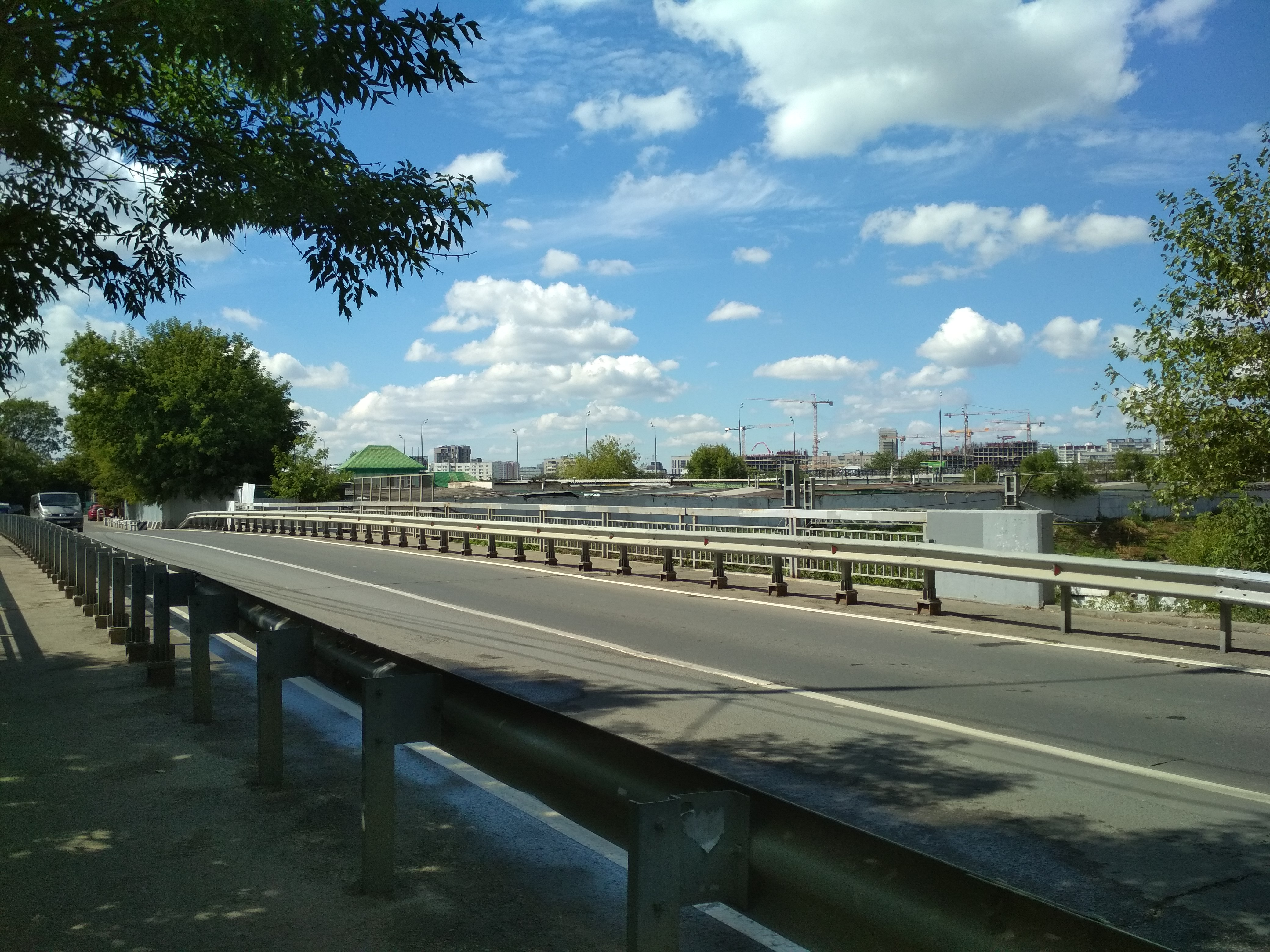
Современный автомобильный путепровод, подписанный на картах как «Малый Крестовский»

Малый Крестовский путепровод находится рядом с проспектом Мира и точкой, где сходятся четыре района Москвы: Мещанский (юго-восток), Марьина Роща (юго-запад), Алексеевский (северо-восток) и Останкинский (северо-запад). Южной частью путепровод непосредственно примыкает к нынешнему Крестовскому мосту.
Малый Крестовский путепровод проходит от Водопроводного переулка к 1-й Мытищинской улице; раньше по нему проходила пешеходная дорожка; ныне по нему проходит линия теплотрассы.
На железной дороге восточнее моста находятся две железнодорожные платформы: Рижская (Ленинградского направления Октябрьской железной дороги) и одноимённая платформа Алексеевской соединительной линии Московской железной дорогии, а слева (западнее) — Крестовский мост.